# 藤谷光信
藤谷 光信（ふじたに こうしん、1937年1月1日 - ）は、日本の政治家、僧侶。浄土真宗本願寺派。教蓮寺（山口県岩国市）住職、学校法人理事長、参議院議員（1期）、山口県議会議員（4期）、旧岩国市議会議員（4期）などを務めた。

## 来歴
山口県岩国市出身。
1955年山口県立岩国高等学校卒業。
1960年龍谷大学文学部卒業。高等学校教諭を経て住職となる。
1960年、岩国演劇研究会「劇団のんた」を創立し、代表者となる。同劇団の活動で2010年に正力松太郎賞受賞。1988年には児童劇団「ゆりかご」を設立した。
旧岩国市議会議員（4期）・山口県議会議員（4期）を経る。
2007年、第21回参議院議員通常選挙に民主党公認で比例区より出馬、35名中17位で当選。浄土真宗本願寺派としては33年ぶりの国政選挙における組織内候補の擁立であった。
2010年10月7日、衆議院第2議員会館で開催された「韓国・朝鮮の遺族とともに遺骨問題の解決へ全国連絡会（代表：上杉聰）」に今野東・相原久美子・白眞勲・石毛鍈子・服部良一と共に参加し、「（日本国は朝鮮半島に対する植民地支配の）責任を認め、（問題解決の）早期実現に全力でとりくむ」ことを求める決議を採択する。
2011年4月14日、超党派議員による「第一次補正予算におけるODA予算削減に関する勉強会」に参加し、「苦しい時こそ外国への支援・連帯を切らず、G7の一員たる日本の矜持を示すべき」として菅直人首相に対し、東日本大震災の復興補正予算の財源として検討されているODA削減の撤回を求めた。
2013年3月14日 参議院議員会館開催の「排外・人種侮蔑デモに抗議する国会集会」を呼びかけた。
2013年5月28日、高齢を理由に同年の第23回参議院議員通常選挙には出馬しないことを表明。
2013年秋の叙勲で旭日中綬章受章。
2013年12月18日から20日に戦後補償を考える議員連盟の顧問として江田五月らと訪韓を実行した。
民進党の分裂後は国民民主党を経て、立憲民主党山口県連顧問。

## 政策
- 選択的夫婦別姓制度導入に関して、「どちらともいえない」としている。

## 所属していた団体・議員連盟
- 戸籍法を考える議員連盟
- 日朝国交正常化推進議員連盟
- 朝鮮半島問題研究会（幹事）
- 在日韓国人をはじめとする永住外国人住民の法的地位向上を推進する議員連盟
- 特定非営利活動法人日本・ロシア協会理事